# Công viên Memento

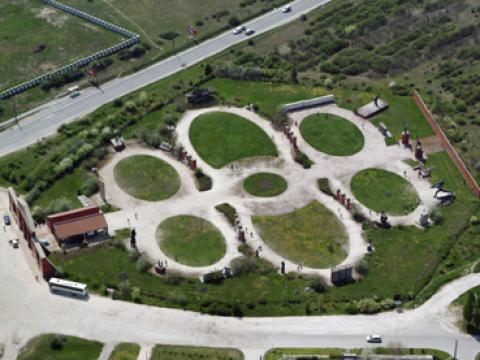
Ảnh chụp từ trên không (2008)

Công viên Memento, hay Memento Park (tiếng Hungary: Szoborpark) là một công viên rộng lớn, đồng thời là một bảo tàng ngoài trời nổi tiếng với những tác phẩm nghệ thuật điêu khắc có giá trị lịch sử, tọa lạc ở thủ đô Budapest, Hungary. Vì vậy, tên gọi trước đây của nơi này là Bảo tàng công viên điêu khắc (Szoborpark Múzeum). Hiện nay, đây là một trong những địa điểm tham quan thu hút du khách ở Budapest.

## Lịch sử
Trong giai đoạn 1991 - 1992, công viên Memento được xây dựng dựa theo bản thiết kế của kiến trúc sư tài năng người Hungary Akos Eleőd (người thắng giải cuộc thi Kiến trúc công viên năm 1991 của Hội đồng thành phố Budapest). Công viên chính thức được khánh thành vào ngày 27 tháng 6 năm 1993, nhân kỷ niệm 2 năm quân đội Liên Xô rời khỏi Hungary.
Hiện nay, phần lớn những bức tượng và đài tưởng niệm ở công viên (41 tác phẩm điêu khắc công cộng) có niên đại trong giai đoạn 1945–1989 (thời kỳ chế độ Cộng sản ở Hungary). Năm 2006, một bản sao của Tượng đài Stalin được đặt trong công viên này, nhân kỷ niệm Chiến tranh giành độc lập Hungary năm 1956.

## Hình ảnh

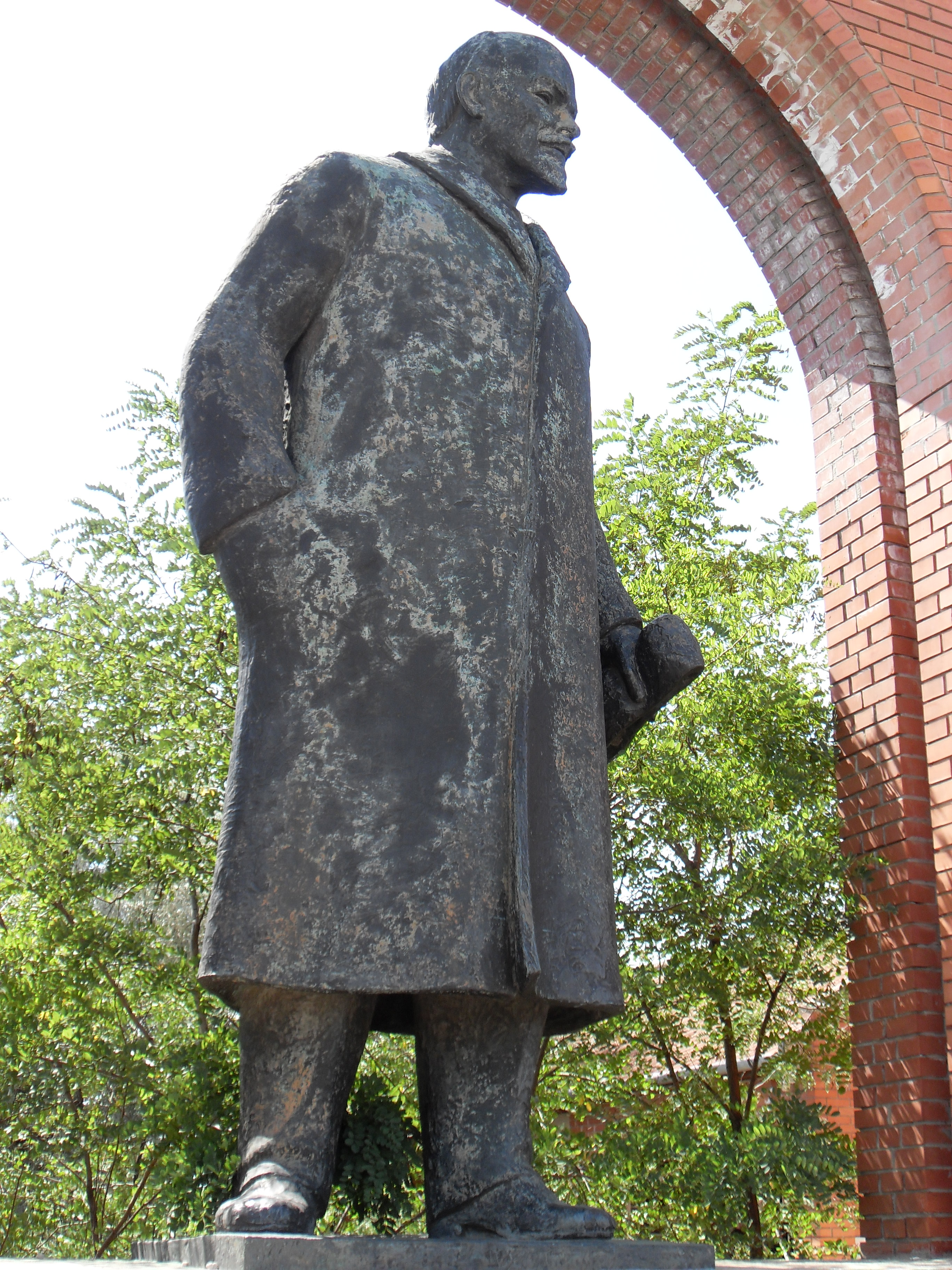
Tượng Lê Nin (Lenin - 1965 - Tác giả: Pál Pátzay)
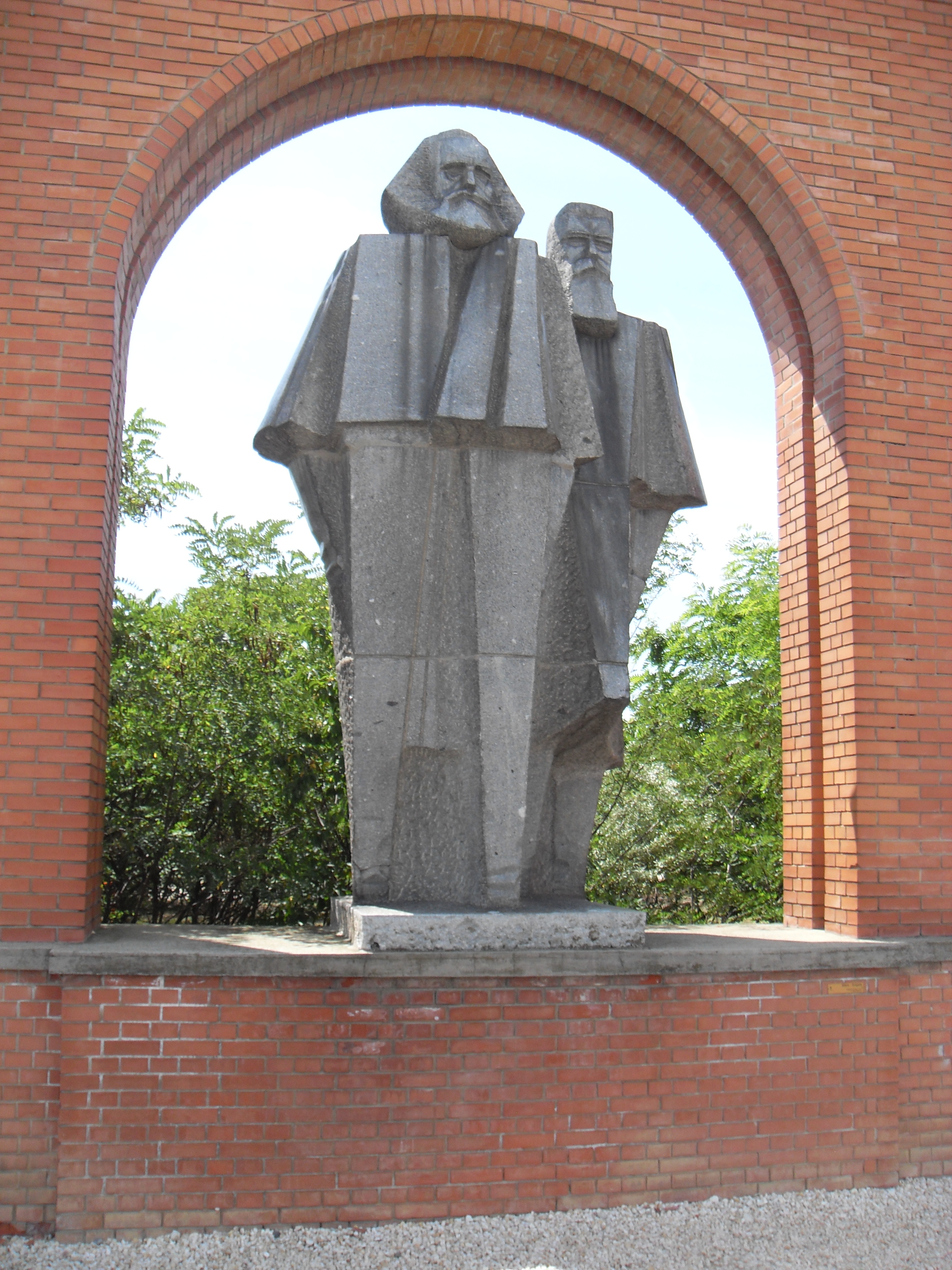
Tượng Karl Marx và Friedrich Engels (Marx és Engels - 1971 - Tác giả: György Segesdi)
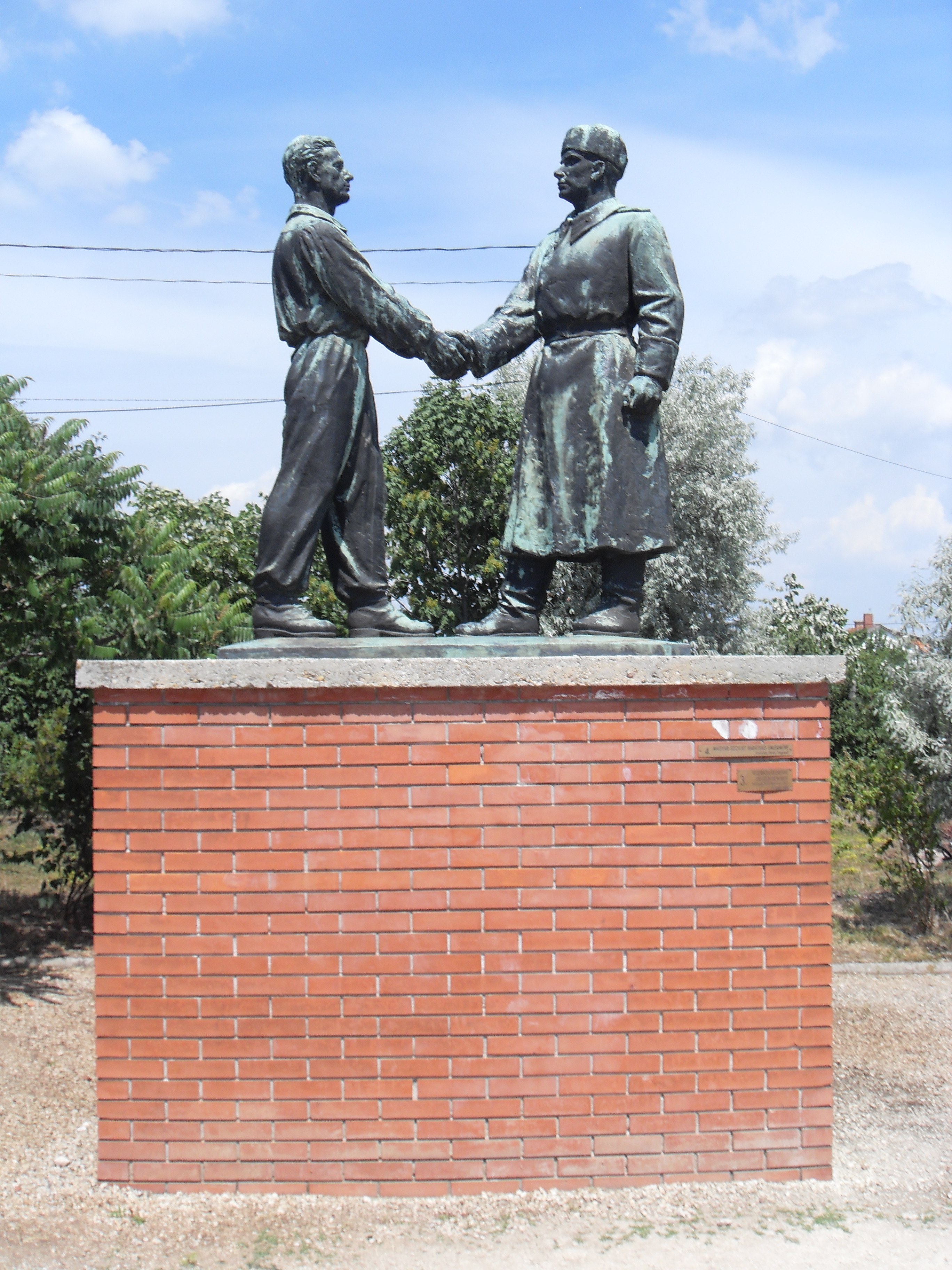
Đài tưởng niệm tình hữu nghị Hungary-Xô Viết (A magyar-szovjet barátság emlékműve - 1956 - Tác giả: Zsigmond Kisfaludi Strobl)
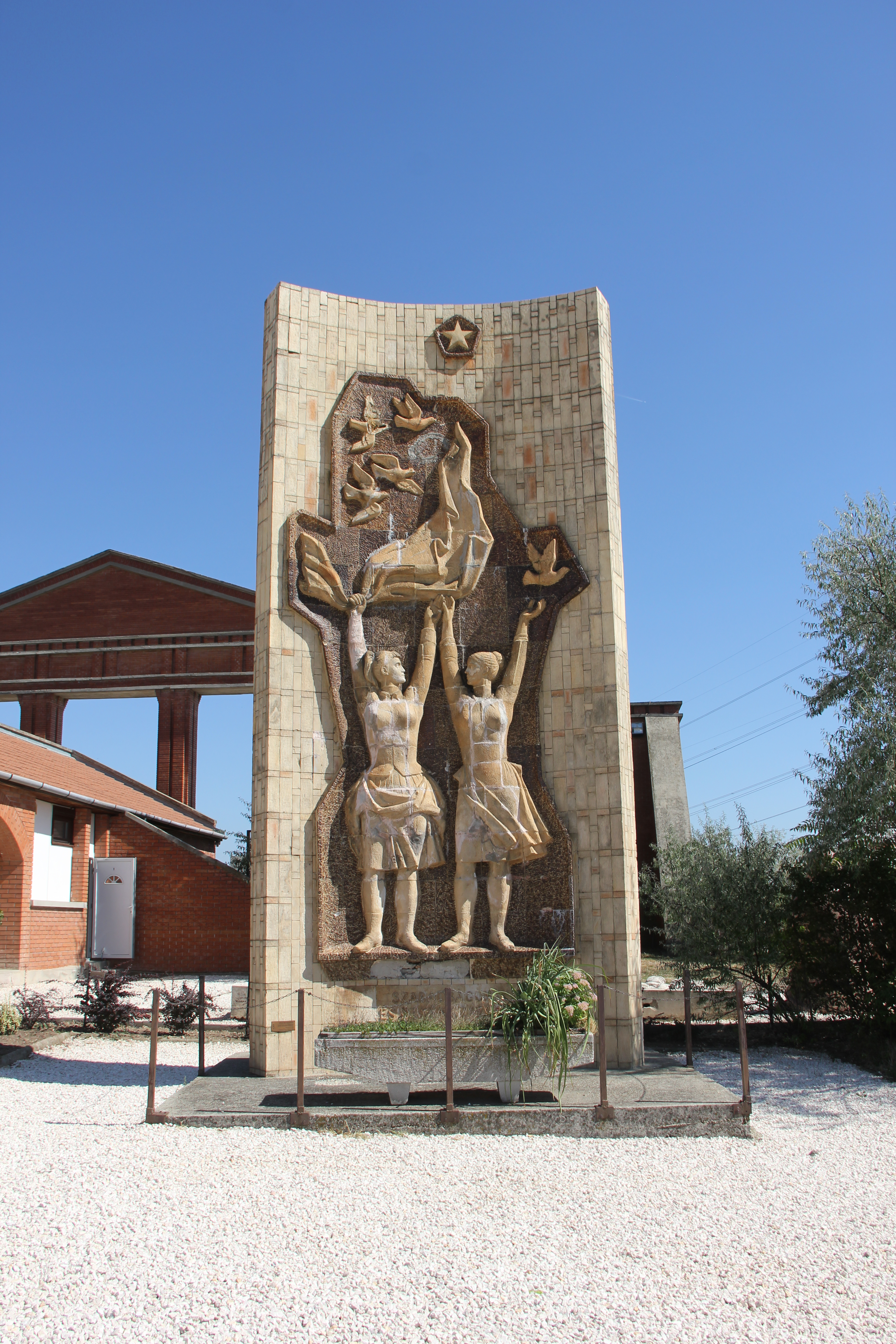
Đài tưởng niệm tình hữu nghị Xô Viết-Hungary (Szovjet-magyar barátság emlékműve - 1975 - Tác giả: Búza Barna)
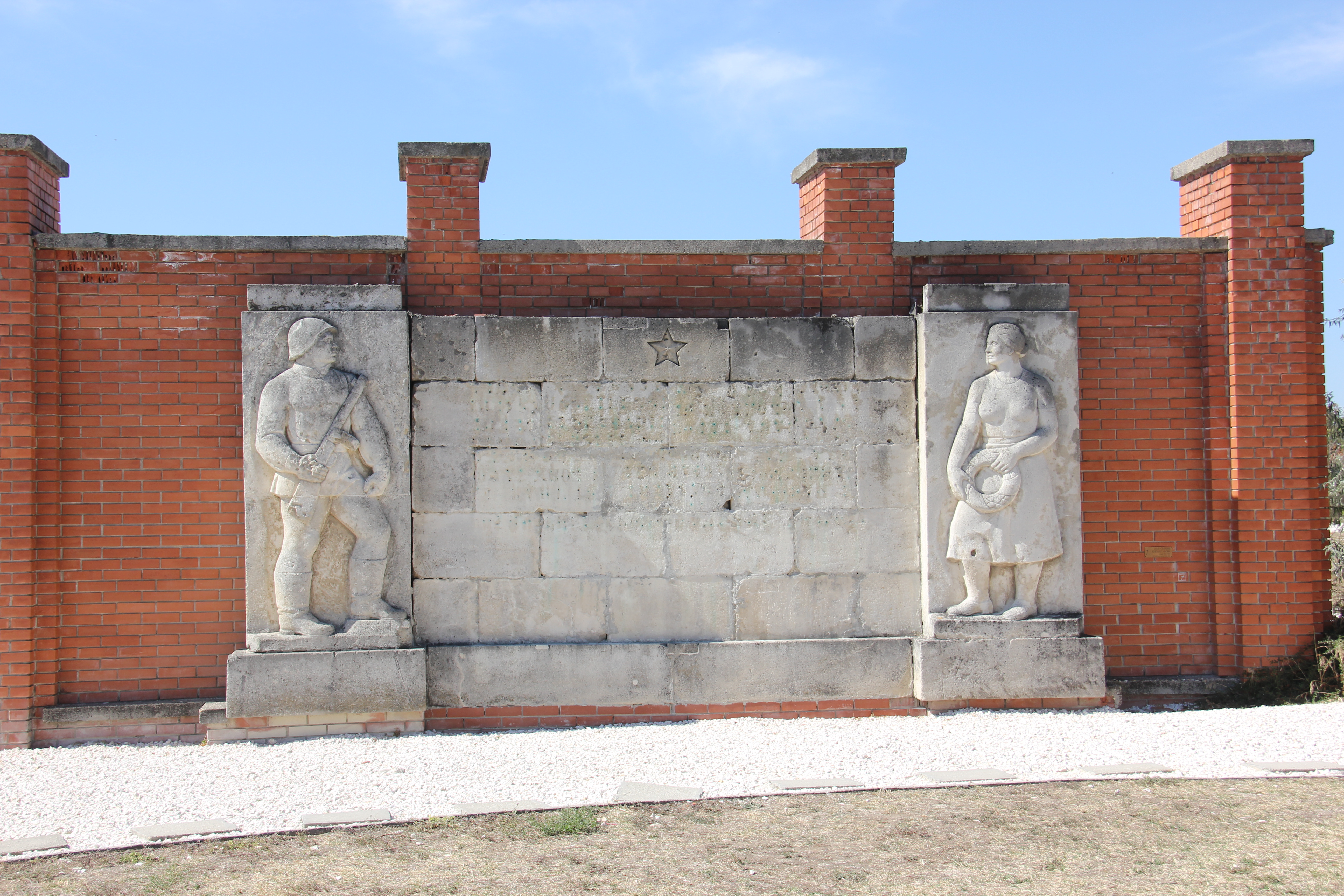
Đài tưởng niệm Anh hùng Liên Xô (Szovjet hősi emlékmű - 1951 - Tác giả: László Péter)
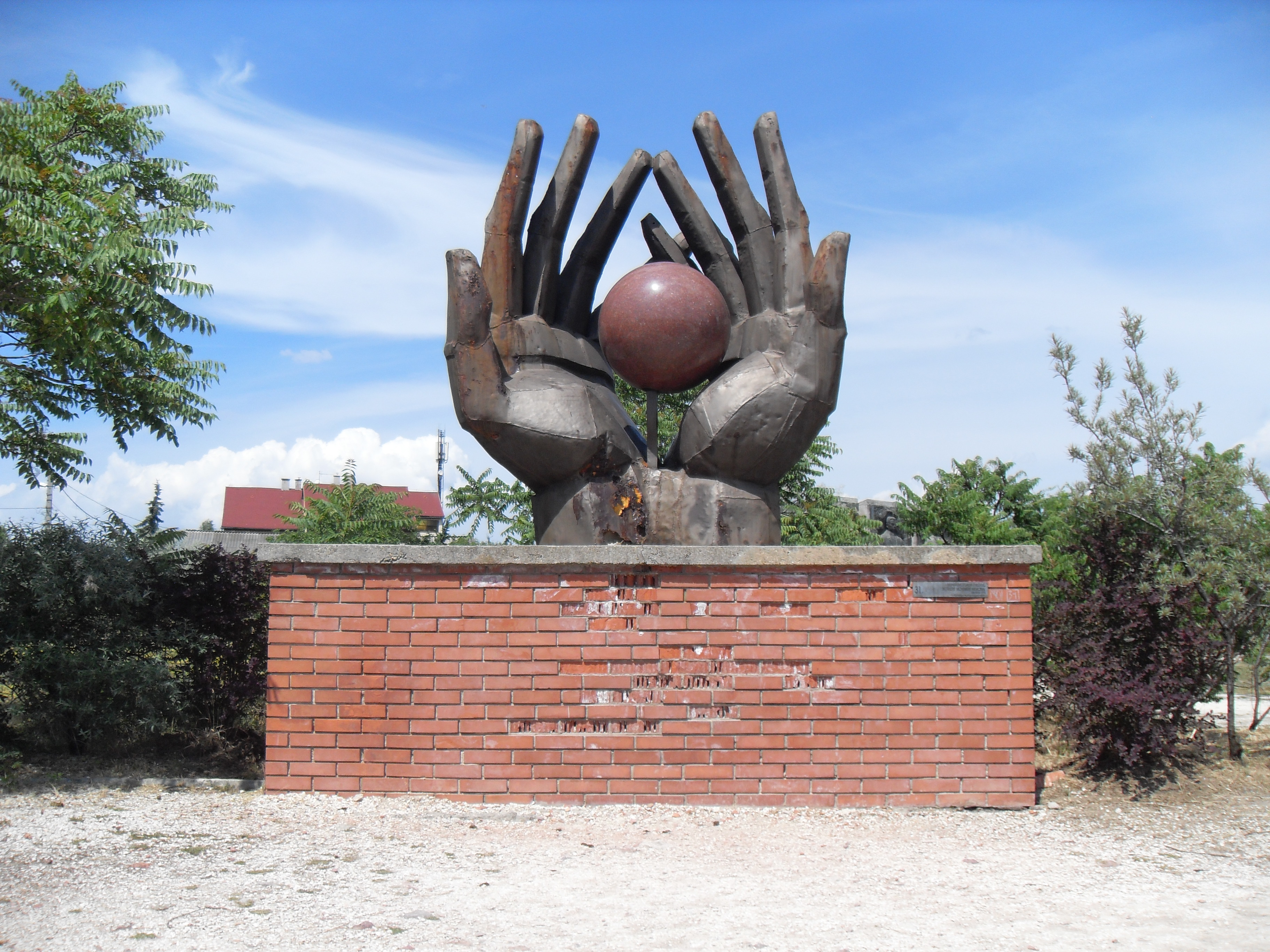
Đài tưởng niệm Phong trào Công nhân (Munkásmozgalmi emlékmű - 1976 - Tác giả: István Kiss)
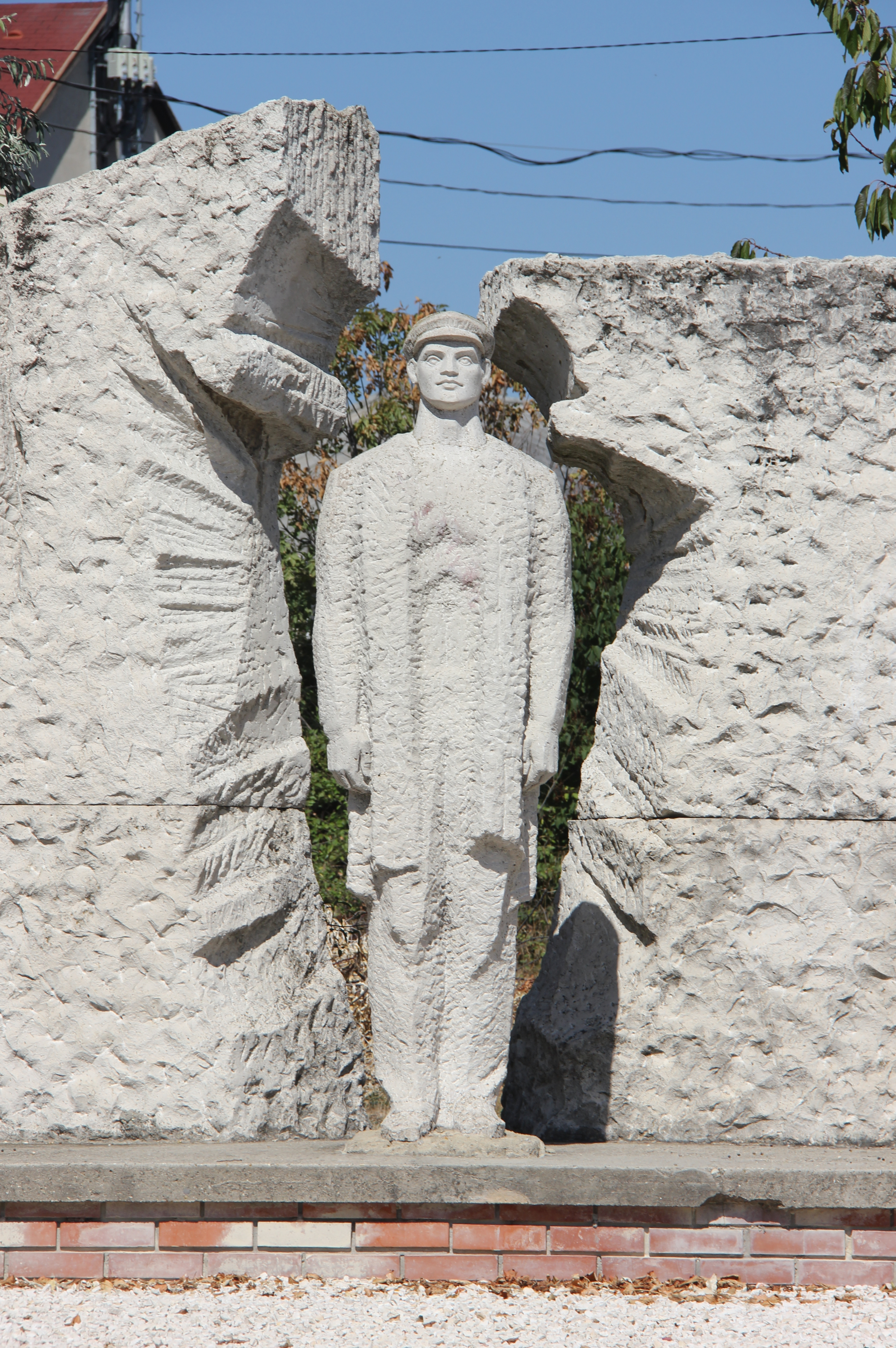
Tượng đài Giải phóng (Felszabadulási emlékmű - 1971 - Tác giả: István Kiss)
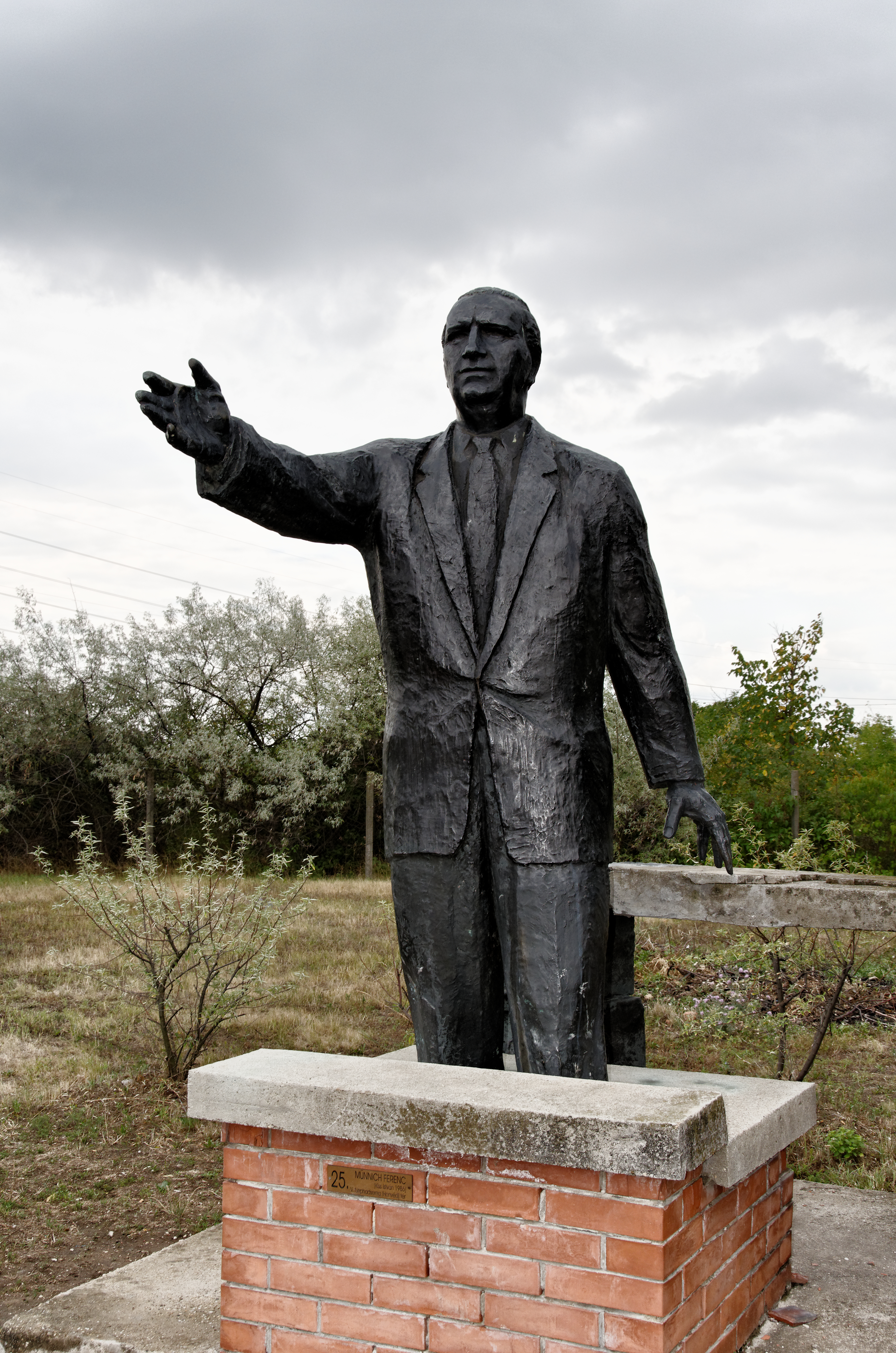
Tượng Ferenc Münnich (Münnich Ferenc szobra - 1986 - Tác giả: István Kiss)
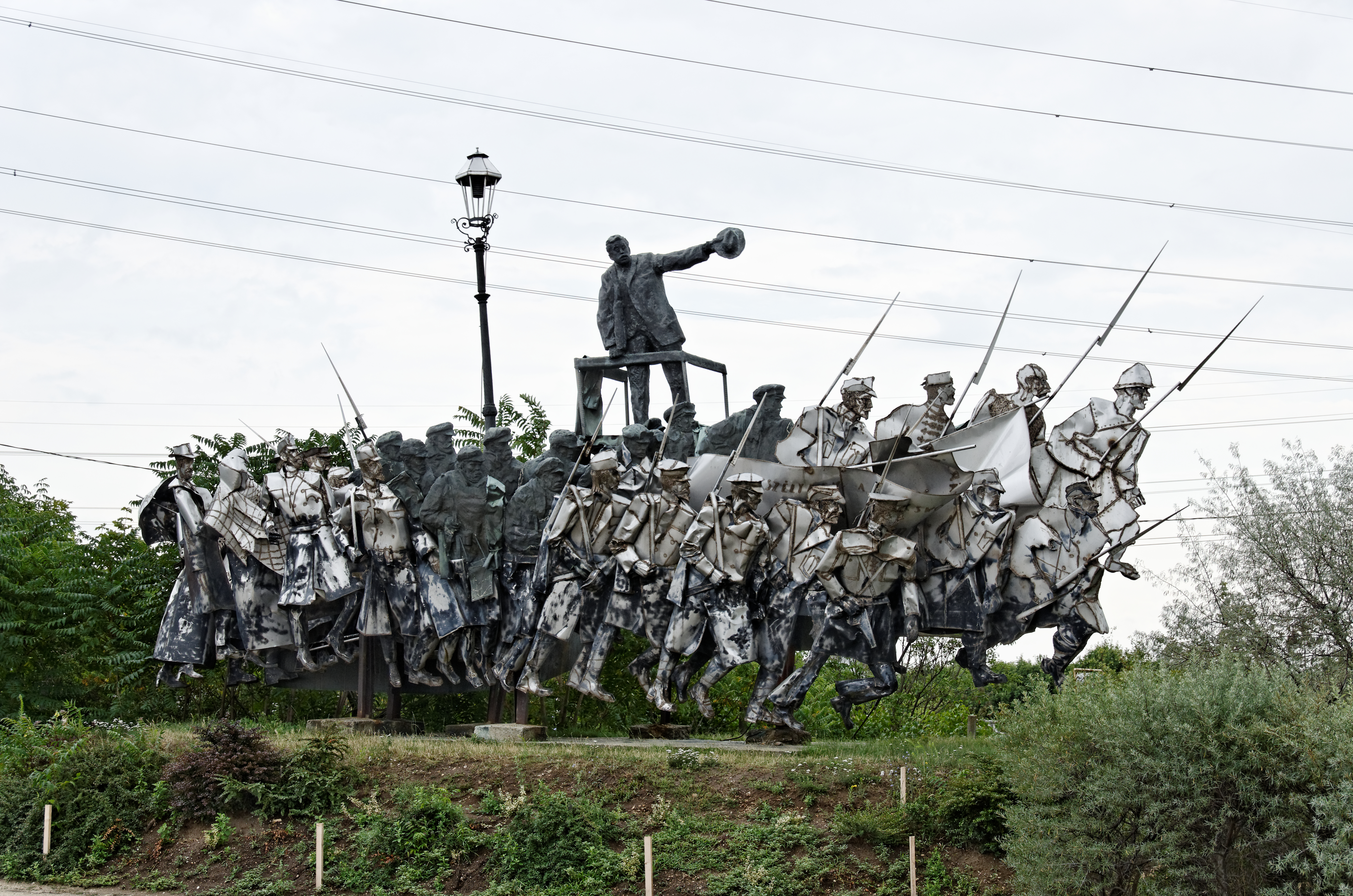
Đài tưởng niệm Béla Kun (Kun Béla emlékmű - 1986 - Tác giả: Imre Varga)